# Hippolyte de Bergame
Père Hippolyte de Bergame, Hippolitus Bergomensis en latin ou Ippolito da Bergamo/de Scalve en italien (Bergame, v. 1548 - Bergame, le 7 décembre 1617) est un frère capucin italien.

## Biographie
Hippolyte de Bergame est né autour de 1548 dans la Valle di Scalve près de Bergame. Il rejoint les Capucins dans la province de Brescia en 1565. Il est dans le groupe qu'envoie Mattia Bellintano de Salò en France pour y établir l'ordre et combattre le protestantisme et les autres hérésies. Hippolyte devient le maître des novices dans le couvent de Saint-Honoré à Paris de 1578 à 1579 et de 1581 à 1583, et d'Étampes de 1579 à 1580. Il est définiteur provincial entre 1580 et 1581 ainsi qu'entre 1583 et 1584. Il est ensuite envoyé en 1584 dans la province de Lyon où il devient définiteur et gardien du couvent d'Arles. En 1587, il est envoyé à Anvers, où il devient commissaire général avec pour mission d'établir de nouveaux couvent et de créer des centres d'études et des noviciats. Il est également à cette date gardien et maître des novices du couvent d'Anvers.
Lorsqu'est élevé son Commissariat-Général en Province de Néerlande en 1595, Hippolyte est élu provincial le 15 août 1595. Pendant qu'il est commissaire-général et provincial, quatorze couvent sont créés. Il est réélu provincial en janvier 1597 mais l'élection est annulée par le frère général de l'ordre Girolamo da Sorbo, qu'Hippolyte de Bergame avait accusé d'être trop en faveur des groupes quiétistes au sein des Frères mineurs. Hippolyte accepte son limogeage et retourne dans la province de Brescia, où il devient gardien et maître des novices du couvent de Crema. La date de sa mort n'est pas connue exactement, il serait mort à Bergame, soit le 7 ou 8 décembre 1617 ou le 10 décembre 1619.